# Ptilope porphyre
Ptilinopus porphyreus
Espèce
Statut de conservation UICN

 LC  : Préoccupation mineure
Le Ptilope porphyre (Ptilinopus porphyreus) ou Ptilope à tête rose, est une espèce d'oiseau indonésien de la famille des Columbidae.

## Description
Mâle et femelle se ressemblent toutefois la femelle est rose plus sombre au niveau de la tête et de la poitrine, les deux bandes de celle-ci sont moins nettes et ses plumes vertes présentent des marges olive. Dos, ailes et queue sont verts. Le ventre est gris, la poitrine bandée de blanc et de noir. La tête, le cou et la gorge sont rose vif.

## Habitat
Le Ptilope porphyre vit dans les forêts humides d'altitude entre 1 400 et 2 200 m.

## Répartition
Cet oiseau vit à Sumatra, Java et Bali.

## Alimentation
Il se nourrit de fruits.

## Nidification
L'incubation dure 20 jours. Le jeune s'envole vers l'âge de 16 jours.